# Polyethylenglykol
Polyethylenglykol (poly(ethylenglykol), PEG), též známý jako polyethylenoxid (poly(ethylenoxid), PEO) nebo polyoxyethylen (POE), je komerčně nejvýznamnějším polyetherem. Jako PEG, PEO nebo POE se označuje oligomer nebo polymer ethylenoxidu. Všechny tři názvy jsou chemicky synonymní, ovšem historicky se jako PEG označují oligomery a polymery s molární hmotností do 20 000 g/mol, jako PEO polymery s molární hmotností nad 20 000 g/mol a jako POE polymery libovolné molární hmotnosti.
PEG a PEO jsou kapaliny nebo nízkotající tuhé látky, v závislosti na molární hmotnosti. PEG se připravují polymerizací ethylenoxidu a jsou komerčně dostupné v široké škále molárních hmotností, od 300 g/mol do 10 000 000 g/mol. Zatímco PEG a PEO s různou molární hmotností mají různé oblasti použití a také různé fyzikální vlastnosti (např. viskozitu), vzhledem ke vlastnostem řetězců různých délek, jejich chemické vlastnosti jsou skoro stejné. Různé formy PEG se využívají také jako iniciátory polymerizačního procesu. Nejčastěji se takto používá monofunkční methylether PEG (methoxypoly(ethylenglykol)), zkráceně mPEG. PEG nižších molárních hmotností jsou dostupné také jako čisté oligomery, označované jako uniformní, monodisperzní nebo diskrétní. Protože čištění a separace čistých oligomerů jsou složité, cena takto kvalitních látek je často desetkrát až tisíckrát vyšší než u neuniformních (polydisperzních) PEG.
PEG jsou také k dispozici v různých geometriích. Větvené PEG mají tři až deset řetězců vycházejících s centrální skupiny. Hvězdicové PEG mají 10 až 100 řetězců z centrálního jádra. Hřebenové PEG mají více řetězců odbočujících z polymerní "páteře".
Teplota tání PEG je závislá na vzorcové hmotnosti polymeru. PEG nebo PEO má následující strukturu:
HO-CH2-(CH2-O-CH2-)n-CH2-OH
Čísla, která se často uvádějí v názvech PEG, označují průměrnou molární hmotnost. Například PEG s n=9 by měl průměrnou molární hmotnost cca 400, označoval by se tedy jako PEG 400. Většina PEG obsahuje molekuly s různými molárními hmotnostmi, jsou tedy neuniformní. Distribuci rozměrů molekul lze statisticky charakterizovat pomocí hmotnostně průměrné molární hmotnosti (Mw) a početně průměrné molární hmotnosti (Mn), jejich poměr se nazývá index neuniformity (též index polydisperzity, Mw/Mn). Hodnoty Mw a Mn lze měřit hmotnostní spektrometrií.
PEGylace je proces kovalentního slučování struktury PEG s jinou větší molekulou, například s terapeutickou bílkovinou (která se pak označuje jako PEGylovaná). PEGylovaný interferon alfa-2a nebo -2b je běžně používanou injekční léčbou infekce hepatitidou typu C.
PEG je rozpustný ve vodě, methanolu, benzenu, dichlormethanu, nerozpustný v diethyletheru a hexanu. Slučuje se s hydrofobními molekulami za vzniku neiontových tenzidů.
PEG může potenciálně obsahovat toxické nečistoty, například ethylenoxid nebo 1,4-dioxan. PEG jsou nefrotoxické, aplikují-li se na poškozenou kůži.
Člověk si proti PEG vytváří protilátky (IgG, IgM).